# Brugstraat (Groningen)
De Brugstraat is een straat in de binnenstad van Groningen. De straat loopt vanaf het Akerkhof naar het Hoge der A, waarover de brug ligt waaraan de straat overigens niet haar naam dankt. De straat is vernoemd naar een middeleeuws geslacht Ten Brugge, dat bij de brug een steenhuis bewoonde. Aan de overzijde van de brug verandert de naam in de Astraat.
De Brugstraat heeft het karakter van een winkelstraat. Aan de noordzijde zijn deze deels ondergebracht in een overdekte galerij, die werd gebouwd in 1909-1910 en werd ontworpen door de Groninger architect P.M.A. Huurman. Aan de zuidzijde is (op nummer 8) de rooms-katholieke studentenvereniging Albertus Magnus gevestigd. Op nummer 24 bevindt zich het Noordelijk Scheepvaartmuseum, deels in het Gotisch Huis. Het pand zal in de nabije toekomst deel uitmaken van het beoogde Groninger Huis van de Geschiedenis Museum aan de A.
De straat vormt samen met het Akerkhof, de Vismarkt, de Grote Markt en de Poelestraat de belangrijkste oost-westas in de binnenstad.
Meerdere straten in de Groninger binnenstad zijn vernoemd naar middeleeuwse geslachten. Bekend is het geslacht Gelkinge, naamgever van de Gelkingestraat. Van het geslacht Ten Brugge is niet veel bekend. In de vijftiende eeuw zou het tot de Vetkopers hebben behoord. Een Lutken of Ludeken, zuster van Otto ten Brugge wordt in 1467 genoemd als weduwe van ridder Albert Jarges die tot de partij van de Schieringers behoorde. Huwelijken tussen leden van beide partijen werden vaak gesloten in het kader van een verzoening.

## Monumenten
De Brugstraat telt negen bouwwerken die zijn aangewezen als rijksmonument. Daarnaast staan in de straat twaalf gemeentelijke monumenten.
| Adres            | Bouwjaar            | Beschrijving | Monument  | Afbeelding |
| ---------------- | ------------------- | --- | --------- | ---------- |
| Brugstraat 2     |                     | | GM 101828 |            |
| Brugstraat 3     | 16e eeuw            | Oorspronkelijk een geheel met nr 5, dwarshuis, in fases uitgebouwd | GM 103817 |            |
| Brugstraat 5     | 16e eeuw            | Winkel/woonhuis, oorspronkelijk dwarshuis samen met nummer 3 | GM 101823 |            |
| Brugstraat 6     |                     | | GM 101830 |            |
| Brugstraat 7     | 1904-05             | Winkel met bovenwoning ontworpen door K. Hoekzema en G. Hoekzema | RM 485452 |            |
| Brugstraat 8     | 19e eeuw            | Albertus | RM 18432  |            |
| Brugstraat 11    | 15e eeuw            | Voorhuis oorspronkelijk uit late middeleeuwen, 15e eeuw, achterhuis later aangebouwd. Voorhuis in 19e eeuw uitgebreid met verdieping                                                                 | RM 18430  |            |
| Brugstraat 12    | 15e-17e eeuw        | Waarschijnlijk 17e eeuw, oorspronkelijk woonhuis, mogelijk kern uit 15e eeuw, zeer diep pand (60m)                                                                                                   | GM 101833 |            |
| Brugstraat 13    | 15e eeuw            | Oorspronkelijk woonhuis, oudste delen mogelijk al 14e eeuw. Achterhuis onderkelderd, voorhuis mogelijk ook maar niet meer traceerbaar. Huidige voorgevel eind 18e, begin 19e eeuw.                   | GM 101825 |            |
| Brugstraat 15    | 16e eeuw            | Voorhuis van drie bouwlagen, verbouw in 1913/14 waarbij pand vrijwel geheel opnieuw is opgetrokken. Oorspronkelijke kern 16e eeuw, wellicht ouder.                                                   | GM 101826 |            |
| Brugstraat 16    | 14e eeuw (voorhuis) | Voorhuis met twee achterhuizen uit 17e en 19e eeuw. Twee bouwlagen met schilddak, voorgevel uit 19e eeuw. Pand loopt door tot de Schuitemakerstraat.                                                 | GM 101834 |            |
| Brugstraat 17    |                     | Drie traveeën breed pand, twee volle verdiepingen boven kelder, gevel 17e eeuw | RM 18431  |            |
| Brugstraat 18-20 | 14e eeuw            | Oorspronkelijk woonhuis, gesplitst in twee winkelpanden. Voorhuis drie bouwlagen onder schilddak, achterhuis twee bouwlagen onder zadeldak. Voorhuis in 1470 verhoogd, achterhuis gebouwd rond 1600. | GM 101835 |            |
| Brugstraat 19-31 | 1909                | Winkelgalerij met bovenwoningen ontworpen oor P.M.A. Huurman | RM 485459 |            |
| Brugstraat 22    | 14e eeuw            | Oorspronkelijk woonhuis, nu winkel met bovenwoning. Voorhuis drie bouwlagen, kern uit 14e eeuw, achterhuis uit 16e eeuw.                                                                             | GM 101837 |            |
| Brugstraat 24    | 14e eeuw            | Het Gotisch Huis geldt als oudste woonhuis in Groningen, het Calmershuis is echter aanzienlijk ouder. Samen met nr 26 in gebruik als museum                                                          | RM 18433  |            |
| Brugstraat 26    | 15e eeuw            | Canterhuis | RM 18434  |            |
| Brugstraat 28    | 16e eeuw            | | GM 101840 |            |
| Brugstraat 30    | 18e eeuw            | Brugstraat 30 links , twee verdiepingen onder schilddak | RM 18435  |            |
| Brugstraat 32    | 18e eeuw            | Brugstraat 32 rechts | RM 18436  |            |
| Brugstraat 34    | 15e eeuw            | Heykenshuis, 19e eeuw, oorspronkelijke pand was tegen voormalige Aapoort aangebouwd | GM 101843 |            |

Achter de Muur · 
Akerkhof · 
Akerkstraat · 
Broerstraat · 
Brugstraat ·
Bruine Ruiterstraat ·
Burchtstraat · 
Butjesstraat ·
Carolieweg ·
Coehoornsingel · 
Donkersgang · 
Driften · 
Emmaplein · 
Folkingestraat · 
Folkingedwarsstraat ·
Ganzevoortsingel · 
Gasthuisstraatje ·
Gedempte Kattendiep ·
Gedempte Zuiderdiep ·
Gelkingestraat ·
Grote Kromme Elleboog ·
Grote Markt ·
Guldenstraat ·
Guyotplein ·
Haddingestraat ·
Haddingedwarsstraat ·
Hardewikerstraat ·
Hereplein · 
Herebinnensingel ·
Heresingel ·
Herestraat ·
Hoekstraat ·
Hofstraat ·
Hoge der A ·
Hoogstraatje ·
Jacobijnerstraat ·
Kleine der A ·
Kattenhage ·
Kleine Kromme Elleboog ·
't Klooster ·
Kostersgang ·
Koude Gat ·
Kreupelstraat ·
Kwinkenplein ·
De Laan ·
Lage der A ·
Lopende Diep ·
Lutkenieuwstraat ·
Marktstraat ·
Martinikerkhof ·
Munnekeholm ·
Muurstraat ·
Naberstraat ·
Nieuwe Boteringestraat ·
Nieuwe Ebbingestraat ·
Nieuwe Kerkhof ·
Nieuwe Kijk in 't Jatstraat ·
Nieuwe Markt ·
Nieuwstad ·
Noorderhaven ·
Oosterstraat ·
Ossenmarkt ·
Oude Boteringestraat ·
Oude Ebbingestraat ·
Oude Kijk in 't Jatstraat ·
Papengang ·
Pausgang · 
Pelsterstraat ·
Peperstraat ·
Poelestraat ·
Praediniussingel ·
Rademarkt ·
Radesingel ·
Reitemakersrijge ·
Rode Weeshuisstraat ·
Schoolstraat · 
Schoolholm · 
Schuitemakersstraat ·
Schuitendiep · 
Sieboldsgang · 
Singelstraat · 
Sint Jansstraat ·
Sint Walburgstraat ·
Spilsluizen ·
Stationsstraat ·
Steentilstraat ·
Stoeldraaierstraat · 
Torenstraat · 
Turfstraat ·
Turfsingel ·
Turftorenstraat ·
Ubbo Emmiussingel ·
Vismarkt ·
Visserstraat ·
Waagstraat ·
Zoutstraat ·
Zwanestraat